# Riumors
Riumors è un comune spagnolo di 194 abitanti situato nella comunità autonoma della Catalogna.